# 榕江秋海棠
榕江秋海棠（学名：Begonia rongjiangensis）为秋海棠科秋海棠属的植物，为中国的特有植物。分布于中国大陆的贵州等地，多生长在山坡水旁路边，目前已由人工引种栽培。